# 에쿠보
에쿠보(일본어: エクボ)는 《모브 사이코 100》에 등장하는 강한 힘을 가진 상급 악령이다.

## 소개
만물의 정점에 서겠다는 야망을 가지고 인간을 홀려서 사이비 종교 단체 '웃음'을 설립했다. 교주로 사람들을 세뇌해서 현혹 시키고 카게야마 시게오(모브) 또한 세뇌 시키려 하지만 모브의 초능력에 패배한다. 그 후, 모브의 힘을 이용하기 위해 가까이 접근하여 모브와 함께한다. 테루와의 싸움에서 초능력을 발동하려 하지 않는 모브 대신 테루와 싸우려하지만, 반대로 소멸하여 버린다. 그러나 간신히 살아남아서 리츠에게 접촉하고 리츠가 초능력을 깨닫게 되는 계기가 되었다. 첫 등장 이후 두 차례에 걸쳐 약화되었지만, '손톱' 제 7지부의 아지트에 들어갈 때, 수위에게 빙의하여 모브 일행을 돕는 등 일반 인간에 빙의하거나 약한 악령을 물리칠 정도의 힘이 남아 있다.또 모브가 유체이탈로 빙의 하였을 때 모브에게 빙의하여 모브의 몸을 지키기도 하였다.또한 모브 일행과 동행하며 점점 마음을바꿔 착한(?) 인격을 지니게 되었다.